# 南條新太郎
南條 新太郎（なんじょう しんたろう、1917年3月20日 - 没年不詳）は、日本の俳優である。本名は杉原 義信（すぎはら よしのぶ）。主に新興キネマ、大映京都撮影所の時代劇で活躍した名脇役である。

## 来歴・人物
1917年（大正6年）3月20日、兵庫県神戸市に生まれる。大阪商業学校（現在の大商学園高等学校）中退。
1936年（昭和11年）、満19歳で新興キネマのスター募集に応じて採用され、同年9月1日、新興キネマ京都撮影所へ入社。1937年（昭和12年）に公開された野淵昶監督映画『吉田御殿』の近習役で映画デビューを果たす。次いで牛原虚彦監督映画「旗本伝法」シリーズで第11代将軍徳川家斉役に起用され、また、同年公開の森一生監督映画『岡野金右衛門』で一躍、主演に抜擢される。端正なマスクと真面目な性格であり、その甲斐があって以後も多くの作品で主演に抜擢され、1942年（昭和17年）、大映に改称された後も引き続き出演を続けた。その後、退社して応召と実演の生活が続いていたが、終戦後の1947年（昭和22年）、大映京都撮影所の松田定次監督映画『宵祭八百八丁』で映画界に復帰する。1952年（昭和27年）には大映京都撮影所と正式契約し、以後脇役として1971年（昭和46年）に大映が倒産するまで活躍した。
倒産後はフリーとなり、テレビドラマにも積極的に出演していたが、1973年（昭和48年）に公開された吉田喜重監督映画『戒厳令』に特別出演して以降の出演作品が見当たらない。その6年後、1979年（昭和54年）に発行された『日本映画俳優全集 男優篇』では、存命人物として大阪府大阪市南区安堂寺橋通（現在の同市中央区南船場）の連絡先が示されているが、以後の消息は不明である。2014年（平成26年）に発行された『日本映画美男俳優 戦前篇』では、既に故人であるというが、没年不詳。

## 出演作品

### 映画
- さむらひ音頭（1937年、新興京都） - 加藤関松
- 吉田御殿（1937年、新興京都） - 近習頭真山勘三郎
- 神変稲妻（1937年、新興京都） - 橋本新三位
- 鬼傑白頭巾（1937年、新興京都） - 木谷憲作
- 明暗峠（1937年、新興京都） - 河野伝八
- 変化如来（1937年、新興京都） - 魚太郎の弟星之丞
- 岡野金右衛門（1937年、新興京都） - 岡野金右衛門
- 猿飛旅日記（1937年、新興京都） - 真田大助
- 旗本伝法 竜の巻・虎の巻（1937年、新興京都） - 十一代将軍・徳川家斉
- 元禄十六年（1937年、新興京都） - 御小姓雪村静馬
- 人情百万両（1937年、新興京都） - その息子新三郎
- 足軽大名（1937年、新興京都） - お種の許婚原半四郎
- 女郎蜘蛛（1938年、新興京都） - 源太郎の腹違いの弟清次郎
- 剣豪荒木又右衛門（1938年、新興京都） - 渡辺靭負の子渡辺数馬
- 恋愛剣法（1938年、新興京都） - 小田原藩主大久保忠真
- 疾風白頭巾（1938年、新興京都） - 林新一郎
- 金毘羅代参 森の石松（1938年、新興京都） - 増川仙右衛門
- 一休さん（1938年、新興京都） - 彦八
- お洒落狂女（1938年、新興京都） - 狂女の兄で歌舞伎役者の歌之助
- 龍虎日本晴（1938年、新興京都） - 松平忠直
- 赤鞘嵐（1938年、新興京都） - 柿山伝八
- 田宮坊太郎（1938年、新興京都） - 源八郎の子田宮坊太郎
- 暴れ剣法（1938年、新興東京） - 長坂小隼人
- 伊達大評定（1939年、新興京都） - 塩沢丹三郎
- 中将姫（1939年、新興京都） - 嘉藤太の子小次郎
- 忠孝小笠原狐（1939年、新興京都） - 神尾宗三郎
- 吉野勤王党（1939年、新興京都） - 円心入道の六男新六
- 阿波狸合戦（1939年、新興京都） - 赤池緋鯉之介
- 大岡越前守（1939年、新興京都） - 掏摸千吉
- お伊勢詣り（1939年、新興京都） - お光の許婚新太郎
- お江戸奴侍（1939年、新興京都） - 藤堂大学頭
- 国定忠治一家（1939年、新興京都） - 忠治の乾分板割の浅太郎
- 愛染格子（1939年、新興京都） - 新吉
- 怪談狂恋女師匠（1939年、新興京都） - 三味線屋の店員新吉
- 逆巻く潮（1939年、新興京都） - お妙恋人和田新一郎
- 里見八犬伝（1939年、新興京都） - 犬村角太郎
- 吉良の仁吉（1939年、新興京都） - 小政
- 天保江戸桜（1940年、新興京都） - 徳川家慶
- 近藤勇（1940年、新興京都） - 沖田総司
- 山吹猫（1940年、新興京都） - 小間物屋清七
- 木村長門守（1940年、新興京都） - 豊姫秀頼
- 変化騒動（1940年、新興京都） - 変化山彦実は三郎兵衛の子兵部之介
- 照る日くもる日（1940年、新興京都） - 鬼堂の門弟細木年尾
- 愛染河内山（1940年、新興京都） - 京橋相模屋の一人息子暗闇の丑松
- 続阿波狸合戦（1940年、新興京都） - 金長の乾分藤の木寺の小鷹
- からくり蝶（1940年、新興京都） - 月影鉄馬・実は西尾隠岐守が腰元お慶に生ませた子
- 秋葉の火祭（1940年、新興京都） - 桝川屋の息子仙右衛門
- お千代傘（1940年、新興京都） - 左官の茂平
- 萩寺の長七（1940年、新興京都） - 長七の乾分小天狗の新蔵
- 三味線娘（1940年、新興東京） - 和楽器商丸窓屋の手代佐吉
- 花嫁穏密（1941年、新興京都） - 東寺望広
- 大石山鹿護送（1941年、新興京都） - 大石内蔵助
- 罪なき町（1941年、新興京都） - 農夫弥之助
- 江戸の紅葵（1941年、新興京都） - 月山の弟子勝見五郎太
- 平家西へ行く（1941年、新興京都） - 高槻の源吾三郎盛俊
- 羅生門（1941年、新興京都） - 坂田の公時
- 荒木又右衛門 仇討の日（1941年、新興京都） - 渡辺数馬
- 娘旅芸人（1941年、新興京都） - その弟杵屋市松
- 伊賀越東軍流（1941年、新興京都） - 備前岡山城主池田新太郎光政
- 大村益次郎（1942年、新興京都） - 洪庵の息子緒方洪哉
- 不知火乙女（1942年、新興京都） - 奈美の許婚桐原小次郎
- 維新の曲（1942年、大映京都） - 沖田総司
- 富士に立つ影（1942年、大映京都） - 徳川家斉
- 虚無僧系図（1943年、大映第一） - 旗屋小五郎
- 宵祭八百八町（1947年、大映京都）
- すっ飛び駕（1952年、大映京都） - 金子市之丞
- 大佛開眼（1952年、大映京都） - 泰ノ君安
- 怪談佐賀屋敷（1953年、大映京都） - 龍造寺又一郎
- 地獄門（1953年、大映京都） - 胤成
- 怪盗まだら蜘蛛（1954年、大映京都） - 梶左近
- 雪の夜の決闘（1954年、大映京都） - 綱定の為吉
- 妻恋黒田節（1954年、大映京都）
- 阿波おどり狸合戦（1954年、大映京都） - 庚申新八
- 投げ唄左門一番手柄 死美人屋敷（1954年、大映京都）
- 怪猫岡崎騒動（1954年、大映京都） - 江川源之進
- 投げ唄左門二番手柄 釣天井の佝僂男（1954年、大映京都） - 与四郎
- 赤穂義士（1954年、大映京都） - 岡野金右衛門
- 千姫（1954年、大映京都）
- 次男坊鴉（1955年、大映京都）
- 次男坊判官（1955年、大映京都）
- 鬼斬り若様（1955年、大映京都）
- 新・平家物語（1955年、大映京都） - 秀成
- 悪太郎売出す（1955年、大映京都） - 千代松
- 新・平家物語 義仲をめぐる三人の女（1956年、大映京都） - 平維盛
- 怪猫五十三次（1956年、大映京都） - 本多三河守
- 銭形平次捕物控 人肌蜘蛛（1956年、大映京都）
- 月形半平太 花の巻・嵐の巻（1956年、大映京都） - 千葉音蔵
- 銭形平次捕物控 まだら蛇（1957年、大映京都） - 轡屋
- 森の石松（1957年、大映京都） - 身受山の鎌太郎
- 不知火頭巾（1957年、大映京都） - 松本織部
- 桃太郎侍（1957年、大映京都） - 杉田助之進
- 陽気な仲間（1958年、大映京都） - 池田主水
- 忠臣蔵（1958年、大映京都） - 伊達左京亮
- 日蓮と蒙古大襲来（1958年、大映京都）
- 弁天小僧（1958年、大映京都） - 平井新八郎
- 化け猫御用だ（1958年、大映京都） - 土屋羽前
- かげろう絵図（1959年、大映京都） -
- 大江山酒天童子（1960年、大映京都） - 播磨守義連
- 忠直卿行状記 (1960年)
- 釈迦（1961年、大映京都） - マハーナーマ
- うっちゃり姫君（1961年、大映京都） - 将軍家治
- 女と三悪人（1962年、大映京都）
- 怪談夜泣き燈籠（1962年、大映京都） - 八五郎
- 続・座頭市物語（1962年、大映京都）
- 忍びの者（1962年、大映京都） - 町人B
- 続・忍びの者（1963年、大映京都）
- 妖僧（1963年、大映京都）
- 第三の影武者 （1963年、大映京都）
- 新・忍びの者（1963年、大映京都）
- 昨日消えた男（1964年、大映京都）
- 眠狂四郎円月斬り（1964年、大映京都）
- 眠狂四郎女妖剣（1964年、大映京都）
- 博徒ざむらい（1964年、大映京都）
- 赤い手裏剣（1965年、大映京都）
- 悪名幟（1965年、大映京都）
- 忍びの者 伊賀屋敷（1965年、大映京都）
- 無法松の一生（1965年、大映京都） - 副官
- 忍びの者 新・霧隠才蔵（1966年、大映京都）
- ほんだら捕物帖（1966年、大映京都） - 嘉市
- 悪名桜（1966年、大映京都）
- 若親分乗り込む（1966年、大映京都）
- 座頭市海を渡る（1966年、大映京都）
- 眠狂四郎無頼剣（1966年、大映京都）
- 新書・忍びの者（1966年、大映京都）
- 酔いどれ波止場（1966年、大映京都）
- 若親分を消せ（1967年、大映京都）
- 若親分兇状旅（1967年、大映京都）
- 二匹の用心棒（1968年、大映京都） - 天狗の政
- 秘録おんな蔵（1968年、大映京都） - 遊客品さま
- 講道館破門状（1968年、大映京都） - 立花
- 眠狂四郎悪女狩り（1969年、大映京都） - 役人
- 殺し屋をバラせ（1969年、大映京都） - ビルから落ちる社長
- 四谷怪談 お岩の亡霊（1969年、大映京都） - 佐吉
- 秘録怪猫伝（1969年、大映京都） - 重臣2
- 玄海遊侠伝 破れかぶれ（1970年、大映京都） - 木下
- 兇状流れドス（1970年、大映京都） - 金子部長
- 皆殺しのスキャット（1970年、大映京都） - 親分
- 穴場あらし（1971年、大映京都） - 紳士
- 戒厳令（1973年、日本アート・シアター・ギルド）

### テレビドラマ
- 高杉晋作（朝日放送、1963年11月3日 - 1964年8月30日）
- 木枯らし紋次郎（フジテレビ）
  - 第4話「女人講の闇を裂く」（1972年1月22日放送）
- 水戸黄門（TBS / C.A.L）
  - 第3部
    - 第11話「恩讐の通し矢」（1972年2月7日放送）- 伊達綱村
    - 第23話「仇討ち博多人形」（1972年5月1日放送）

  - 第4部 第7話「消えた雛人形」（1973年3月5日放送）- 溝口重雄